# Henricia ralphae
Henricia ralphae är en sjöstjärneart som beskrevs av Fell 1958. Henricia ralphae ingår i släktet Henricia och familjen krullsjöstjärnor. Inga underarter finns listade i Catalogue of Life.